# Jean-Paul Roux (syndicaliste)
Pour les articles homonymes, voir Jean-Paul Roux, Jean-Paul Roux (historien) et Jean-Paul Roux (réalisateur).
Jean-Paul Roux, né le 10 octobre 1942 à Aïn Témouchent (Algérie) est un syndicaliste français, qui fut, de 1997 à 2002, secrétaire général de la Fédération de l'Éducation nationale (FEN) puis de la fédération Unsa éducation. Dans la durée de ce mandat, il fut également secrétaire général de l'UNSA Fonctionnaires (Union des fédérations de fonctionnaires de l'UNSA) de 1998 à 2001. Premier secrétaire général de la FEN à n'être pas issu d'un corps enseignant (il appartient à l'administration scolaire et universitaire), Jean-Paul Roux s'est illustré, à la suite de son mentor François Malcourant, dans les dossiers « fonction publique » dont il est considéré comme l'un des meilleurs spécialistes français.
Arrivé aux responsabilités dans la période difficile qui a suivi la scission FEN-FSU, son action s'est inscrite dans la durée pour favoriser l'émergence d'un syndicalisme réformiste capable de faire prendre en compte ses propositions, la mise en place d'une véritable « société éducative » (éducation et formation tout au long de la vie), d'une modernisation négociée de la fonction publique, mais aussi d'un engagement extrêmement fort pour l'Europe sociale.

## Éléments biographiques et professionnels
Le père de Jean-Paul Roger Roux est un officier devenu fondé de pouvoir dans une exploitation agricole de la région de Sidi Bel Abbès (Algérie). Jean-Paul Roux reçoit une éducation catholique mais se définit comme athée dès sa majorité. Son engagement militant est profondément influencé par les idées d'Albert Camus. Il effectue sa scolarité secondaire au lycée Laperrine à Sidi-Bel-Abbés jusqu’en 1961, puis au lycée de Bayonne (Pyrénées-Atlantiques). Titulaire du baccalauréat de philosophie en 1962, il suit les cours de propédeutique lettres en 1964 à la faculté des lettres d’Aix-en-Provence. Passionné d’athlétisme, il pratique la course à pied depuis son adolescence.
Jean-Paul Roux est surveillant d’externat au lycée d’Oloron-Sainte-Marie (Pyrénées-Atlantiques) puis au lycée Jean-Aicard d’Hyères (Var) de 1962 à 1965. Il devient secrétaire d’intendance universitaire auxiliaire au lycée technique Rouvière à Toulon (Var) en 1965. Titularisé l'année suivante, il conserve cette fonction jusqu'en 1979 avant de devenir, à l'occasion de la fusion des corps de l'administration scolaire et universitaire, secrétaire d’administration scolaire et universitaire (SASU) dans le même établissement jusqu'en 1990. Il est alors nommé attaché d’administration scolaire et universitaire à l’inspection académique du Var à Toulon de 1990 à sa retraite en novembre 2002.
Surveillant en 1962, Jean-Paul Roux adhère au Syndicat national de l'enseignement secondaire (SNES) et, par conséquent, à la Fédération de l'Éducation nationale (FEN).
En 1965, Il adhère au Syndicat National de l'Intendance Universitaire(SNIU-FEN) puis, en 1967, au Syndicat National de l'Intendance de l'Education Nationale(SNIEN-FEN) issu de la fusion du SNIU et du SNES-Intendance. Le SNIEN fusionna en 1994 au sein de la FEN avec le Syndicat national de l'administration universitaire (SNAU) pour constituer le syndicat Administration et Intendance (A&I).

## L'engagement syndical de Jean-Paul Roux

### Dans son syndicat national
Jean-Paul Roux est membre du bureau académique du Syndicat FEN de l'Intendance (SNIU, puis SNIEN) de 1966 à 1977. Il est alors élu au Bureau national SNIEN puis du Syndicat A & I de 1971 à 2003. En 1977, il devient également secrétaire général adjoint du SNIEN dans l'équipe que conduit Robert Micheau de 1977 à 1982. Il est, dans le cadre de ces mandats, élu aux commissions administratives paritaires académiques puis nationales.

### Dans la FEN puis l'Unsa éducation
Secrétaire administratif de la section départementale du Var de la FEN (1971-1973), puis secrétaire général adjoint (1973-1974), Roux devient secrétaire général de la section départementale de la FEN de 1974 à 1980). Jusqu'en 1970, il vote pour la tendance Rénovation Syndicale, réputée proche des idées du PSU au sein de la FEN avant de rejoindre la tendance Unité, Indépendance, Démocratie.
Membre de la commission administrative nationale de la FEN (1976-1982), responsable de la majorité fédérale (tendance UID) (1982-1983), membre du bureau national (1982-2002), Jean-Paul Roux devient secrétaire national, responsable du secteur « Revendications » de 1983 à 1997 après avoir préparé à cette tâche pendant une année par son prédécesseur, François Malcourant, auquel il reste étroitement lié. Dans le domaine de la Fonction publique, Jean-Paul Roux coordonne alors l’activité de la FEN puis celle de l'UNSA fonctionnaires, en particulier lors des négociations salariales. C'est notamment le cas lors de la réforme de la grille des rémunérations dite « accords Durafour » (1990).
Dès 1985, il est à l'initiative d'une coordination de cinq fédérations de fonctionnaires « réformistes », réunies autour de la FEN et de la CFDT, avec comme objectif de créer un « pôle majoritaire » dans la fonction publique. Ce groupe des cinq au sein de la fonction publique (FEN, CFDT, FGAF, CFTC, CGC) poursuit ses activités jusqu'au début des années 2000.
Jean-Paul Roux prend une place importante dans le processus qui débouche en 1992 sur la désaffiliation de la FEN du SNES et du SNEP. Dans la même période, il joue un également un rôle dans la mise à l'écart (1991) de Yannick Simbron, alors secrétaire général de la FEN mais en désaccord sur cette ligne, et son remplacement par Guy Le Néouannic.

### Secrétaire général de la FEN, puis de l'UNSA éducation
Secrétaire général adjoint de la FEN (1994-1997), Jena-Paul Roux en devient secrétaire général en 1997 avant de conserver cette responsabilité après son changement d'appellation en UNSA éducation (2000). À la recherche d’un nouvel équilibre dans la vie fédérale, il y renforce le rôle et la place des syndicats nationaux avec lesquels il entretient des liens étroits, en particulier avec le Syndicat des enseignants.
Sur  son initiative, au cours du congrès de Pau en 2000, la FEN prit le nom d’UNSA Education et adopta un nouveau projet éducatif : Pour une société éducative.
Dans le cadre de ses mandats fédéraux (comme secrétaire national ou secrétaire général), Jean-Paul Roux siège dans de nombreux organismes dont le Conseil supérieur de la fonction publique de l'État (1982-2002), le Conseil supérieur de l’éducation (1997-2002), mais également le Conseil d'administration de l'ENA de 1983 à 2001.

### L'UNSA
Convaincu que « l’avenir du syndicalisme enseignant en général et celui de la FEN en particulier résidait dans le retour au syndicalisme confédéré », Jean-Paul Roux est l’un des principaux artisans de la création de l’Union nationale des syndicats autonomes (UNSA) constituée en 1993 après la scission de la FEN. Il initie le processus de mutation d’une fédération autonome en fédération affiliée à une organisation interprofessionnelle. À partir de 1985, tout en resserrant les relations avec la CFDT, il est chargé, au nom de la FEN, de nouer des contacts officieux avec les responsables des syndicats autonomes (parfois passés à l'autonomie en 1947-1948 pour les mêmes raisons que la FEN)
Il siège alors au bureau national de l’UNSA (1993-2002), devient le coordonnateur de l'UNSA fonctionnaires (1995-1997), son secrétaire général adjoint (1998 et 2001-2002) puis son secrétaire général (1998-2001).

### Autres activités
- activités internationales

Dans le cadre de ses responsabilités fédérales, Jean-Paul Roux siège au bureau exécutif mondial de l'Internationale de l'éducation (I.E.) (1998-2001). Sous son impulsion, l’activité internationale de la FEN connut une nouvelle orientation fondée sur des actions de coopération régulières avec les syndicats enseignants de l’Europe centrale et orientale ainsi qu’avec ceux de l’Afrique francophone. Après sa retraite administrative et l'abandon de ses mandats syndicaux, il poursuit cet engagement, au titre de son organisation.
- histoire sociale

S’intéressant à l’histoire sociale et souhaitant ouvrir largement les archives de la FEN aux chercheurs, il signe le 25 novembre 1997 un contrat de dépôt avec le directeur des Archives Nationales afin que le Centre des Archives du Monde du Travail (CAMT) de Roubaix en soit désormais dépositaire.
À partir de 1997, président du Centre Henri-Aigueperse (centre de recherches, d'histoire sociale et de formation de la FEN) — la fonction était assumée par le secrétaire général de la fédération —, Jean-Paul Roux en devient le secrétaire général (2002-2004) et siège au jury du prix Jean-Maitron. En 2014, il était toujours membre de la commission administrative du Centre Henri-AIgueperse/UNSA Éducation et suivait également les activités de l'HIMASE (Association pour l'histoire des militants associatifs et syndicaux de l'éducation).
- activités économiques et sociales

Jean-Paul Roux a participé à divers organismes sur le plan régional (Comité économique et social de la région Provence-Alpes-Côte d'Azur de 1978 à 1980) et sur le plan national (membre de la section de la Conjoncture du Conseil économique et social de 1982 à 1984).

## Engagements politiques
Politiquement, après avoir été proche du Parti socialiste unifié (PSU) à partir de 1968, Roux adhère au Parti socialiste en 1973 à la section de Toulon dont il est toujours membre sans interruption. De 1973 à 1975, il est membre du CERES. Il le quitte en 1975, après le congrès de Pau du PS, lorsque le CERES abandonne son soutien à la tendance Unité-indépendance-démocratie dans le SNES pour créer un courant de pensée éphémère, Unité et Rénovation Il fait alors partie du courant mitterrandiste.
Il se rapproche, à partir de 1984, de Laurent Fabius avec lequel il entretint des relations régulières pendant vingt ans. Il rompt avec ce dernier en 2004 lorsque celui-ci appelle à voter non au projet de traité constitutionnel pour l’Union européenne.
À partir de 2003, sa carrière syndicale terminée, Jean-Paul Roux prend des responsabilités dans la fédération du Var du parti socialiste (conseil fédéral, bureau fédéral, secrétaire fédéral chargé des services publics). Il participe alors activement à la campagne pour l’adhésion de la France au projet de traité constitutionnel et soutint la motion de François Hollande au congrès du PS de 2005.
Tout en exerçant ses responsabilités à Paris, Roux a continué à résider et à être électeur dans le Var.

## Autres éclairages
Jean-Paul Roux a décliné toutes les propositions de décorations, se réclamant de la tradition anarcho-syndicaliste. Bien que lié d’amitié à de nombreux francs-maçons, il n’a jamais adhéré à une loge maçonnique.

## Sources
- PUTFIN Guy (dir.), MALCOURANT François, ROUX Jean-Paul, La volonté d'aboutir : le secteur Revendications de la FEN, 1968-1995, SUDEL, Cahiers du centre fédéral, Paris, 2007.
- notice biographique établie par Jacques Girault, professeur d’histoire contemporaine à l'université de Paris-XIII pour le Dictionnaire Maitron: https://maitron.fr/spip.php?article171185 [URL consultée le 27/03/2016].